# Alexander Rusev
Pravým jménem Miroslav Barňašev, známý jako Miro (dříve známý jako Rusev) (* 25. prosince 1985 Plovdiv) je bulharský profesionální wrestler. Pracuje pro AEW. Od svého debutu ve World Wrestling Entertainment roce 2014 byl neporažen až do zápasu na Wrestlemanie XXXI, v němž prohrál s Johnem Cenou, čímž přišel o titul WWE United States Championship. Titul získal zpět na placené akci Extreme Rules 2016, kde porazil Kalista.

## Ve wrestlingu

### Zakončovací chvaty
- The Accolade (Camel Clutch) - 2013-současnost
- Bulplex - 2011-2012
- Jumping side kick - 2014-současnost

### Signature chvaty
- Body block
- Fallaway slam
- Multiple knee lifts
- Running hip attack
- Samoan drop
- Spinning heel kick

- Swinging side slam

### Manažeři
- Lana
- Markus Mac
- Nick Rogers
- Raquel Diaz
- Sylvester Lefort

### Přezdívky
- "The Bashing Bulgarian"
- "The Bulgarian Brute"
- "The Super-Athlete"
- "The Hero of the Russian Federation"

### Theme Songy
- "Mila Rodino" by Tsvetan Radoslavov (2011–26. ledna 2014)
- "Ревът на лъва (Roar of the Lion)" by CFO$[72][73] (26. ledna 2014–současnost)

## Tituly a ocenění
Pro Wrestling Illustrated
- Nejvíce se zlepšující wrestler roku (2014)
- PWI jej zařadilo jako #65 v žebříčku PWI 500 v roce 2014

Wrestling Observer Newsletter
- Nejlepší gimmick (2014) - spolu s Lanou
- Nejvíce se zlepšující (2014)

World Wrestling Entertainment
- WWE United States Championship (2x)

- Slammy Award za zápas roku 2014 - Team Cena vs Team Authority na Survivor Series